# 恋人 (1927年の映画)
『恋人』（こいびと、英語: Lovers、Lovers?）は、1927年に制作されたサイレントの恋愛ドラマ映画で、ジョン・M・スタールが監督し、MGM映画が製作・配給した。主演は、ラモン・ノヴァロとアリス・テリーであった。原作は、戯曲『恐ろしき媒 (El Gran Galeoto)』であり、本作はパラマウント映画が1920年に制作したサイレント映画『世間の男女 (The World and His Wife)』のリメイクである。本作は、失われた映画である。

## キャスト
- ラモン・ノヴァロ - ホセ (Jose)
- アリス・テリー - フェリシア (Felicia)
- エドワード・マーティンデル（英語版） - ドン・フリアン (Don Julian)
- エドワード・コネリー（英語版） - ドン・セベロ (Don Severo)
- ジョージ・K・アーサー - ぺピート (Pepito)
- リリアン・レイトン（英語版） - ドナ・メルセデス (Dona Mercedes)
- ホームズ・ハーバート（英語版） - ミルトン (Milton)
- ジョン・ミルジャン - アルバレス (Alvarez)
- ロイ・ダーシー（英語版）- セニョール・ガルドス (Senor Galdos)